# فرامرز خودنگاه
فرامرز خودنگاه (زادهٔ ۱۳۴۵) وزنه‌بردار و بدنساز ایرانی‌ست. او ورزش را با وزنه‌برداری شروع کرد اما به دلیل بیماری آن‌را رها و پس از آن به بدنسازی و پاورلیفتینگ روی آورد.
وی اصالتی آذری و میانه‌ای دارد. او به مدت دو سال سرمربی تیم ملی پاورلیفتینگ و به مدت یک سال و نیم سرمربی تیم ملی پاورلیفتینگ جانبازان بود. او داور مسابقات مردان آهنین، وزنه‌برداری و پاورلیفتینگ است.
بعضی از ورزشکاران مانند  مجتبی ملکی وی را فاقد سابقه و افتخار ورزشی و همچنین فاقد کارت داوری بین‌المللی دانسته‌اند.